# Courtillers
Courtillers település Franciaországban, Sarthe megyében. Lakosainak száma 910 fő (2022. január 1.). Courtillers Sablé-sur-Sarthe, Vion, Pincé és Précigné községekkel határos.

## Népesség
A település népességének változása:
| Lakosok száma | 956  | 943  | 959  | 922  | 939  | 935  | 928  | 919  | 910  |
|               | 2013 | 2015 | 2016 | 2017 | 2018 | 2019 | 2020 | 2021 | 2022 |